# Backseat Driver
"Backseat Driver" es el tercer episodio de la serie de televisión estadounidense de drama policial y misterio Dexter: Resurrección, secuela de Dexter y Dexter: New Blood. El episodio fue escrito por el productor supervisor Nick Zayas y dirigido por la productora Monica Raymund. Se estrenó en Paramount+ with Showtime el 18 de julio de 2025 y se emitió en Showtime dos días después.
La serie se ambienta tras los sucesos de Dexter: New Blood y sigue a Dexter Morgan, quien se ha recuperado de una herida de bala casi mortal. Tras descubrir que su hijo Harrison ahora trabaja como botones de un hotel en Nueva York, emprende su búsqueda. Su viejo amigo Angel Batista regresa para hablar con Dexter sobre asuntos pendientes. En el episodio, Dexter continúa acosando a Ronald Schmidt, mientras Harrison es interrogado por Claudette y Melvin. 
El episodio recibió críticas mayoritariamente positivas, que elogiaron las actuaciones, la tensión y el desarrollo de los personajes.

## Argumento
Dexter Morgan empieza a trabajar como conductor de UrCar, pero su frialdad no les sienta bien a los clientes. Obtiene un promedio de 4.2, y Blessing le advierte que si sigue perdiendo puntos, su cuenta será desactivada. Mientras cena con su familia, Dexter descubre que la esposa de Blessing, Constance, lo investigó a través de una página web de pago. Usa esa página para identificar el apartamento de Ronald Schmidt, que inspecciona. Descubre su colección de trofeos de sus víctimas, y concluye que debe ser asesinado.
Claudette interroga a Harrison sobre su coartada en el asesinato de Ryan, mientras las cámaras de seguridad lo muestran acompañando a Ryan y Shauna a su apartamento. Explica que se fue con una mujer, pero Claudette sigue sospechando. Usando sus métodos, deduce cómo el asesino se deshizo del cadáver de Ryan antes de desmembrarlo en la cocina y tirarlo a la basura. Claudette y Melvin se reúnen de nuevo con Harrison, quien explica que su coartada no funciona porque nunca salió del hotel y nunca se le ve en cámara después de entrar en la habitación de Ryan. Cuando Claudette explica en detalle cómo Harrison llevó a cabo el plan, le ofrecen la oportunidad de luchar para que el cargo se reduzca a homicidio justificado si coopera. En cambio, Harrison afirma que mintió porque no tiene hogar y ahora vive en habitaciones de hotel vacías. Presenta a su amiga Elsa como coartada, quien corrobora su afirmación.
Tras regresar a Miami, Ángel Batista se reúne con Vince Masuka y Joey Quinn, y les anuncia que planea retirarse de Miami Metro. Acaba de enterarse por Teddy Reed de que Dexter está en Nueva York, pero no se lo revela a Quinn ni a Masuka, simplemente les dice que tiene un asunto pendiente. Dexter se somete a acupuntura con Joy, la hija de Blessing, lo que le devuelve las fuerzas. Además, usa a su antiguo alias de doctor Patrick Bateman para obtener la M99 necesaria para sedar a Ronald. Durante su turno, Ronald sube a su coche. Sin embargo, la jeringa de Dexter se resbala antes de que Ronald empiece a estrangularlo. Mientras interroga a Dexter, Dexter toma la iniciativa y lo seda. Al llevarlo al apartamento de Ronald para matarlo, Ronald cree que fue responsable de una "invitación", pero Dexter no tiene ni idea de qué significa. Después de que Ronald le explique cómo los conductores de viajes compartidos son responsables del suicidio de su padre, Dexter lo mata.
Al revisar las pertenencias de Ronald, Dexter encuentra una invitación a una cena para "personas con ideas afines", que incluye una caja de dinero como ofrenda. Lleva los restos a un barrio que los conductores de viajes compartidos y la policía evitan, y luego los quema en un horno. A pesar de afirmar que debe estar solo, se interesa por una fiesta llena de otros asesinos en serie. Al descubrir que necesita una huella dactilar para entrar, recupera el brazo desmembrado de Ronald y le corta el dedo.

## Producción

### Desarrollo
En mayo de 2025, se reveló que el título del episodio sería "Backseat Driver". El episodio fue escrito por el productor supervisor Nick Zayas y dirigido por la productora Monica Raymund. Esto marcó el primer crédito de Zayas como guionista y el primer crédito de Raymund como director.

### Guion
David Zayas explicó la decisión de Ángel Batista de dejar Miami Metro para centrarse en la ciudad de Nueva York: "Lo que realmente me encanta de esto es que Batista no intenta involucrar a nadie más en esto. Es su responsabilidad intentar averiguarlo o buscar justicia a partir de lo que ha aprendido, y eso les protege. Saben cuál es su tarea y no quieren involucrar a nadie más. Y eso es cierto, creo, para ambos personajes". 
Jack Alcott dijo que Harrison "ha pasado por mucho" y "no se siente cómodo con lo ocurrido", lo cual le genera "conflicto", y por eso busca comenzar una nueva vida en Nueva York. Para Alcott, ahora hay muchas más posibilidades de que el personaje tenga "buenos momentos, malos momentos, amigos y enemigos".

### Música
El episodio presenta las canciones "Left Hand Free" de Alt-J, "I’m a Killing Bee" de The Stone Foxes, "Stayin' Alive" de los Bee Gees, "Unknown" de Tom Z, "Amor En La Island" de Leif Shires, "Escape A Las Bahamas" de Leif Shires, y "This is the Beginning" de Marqus Clae.

## Recepción
"Backseat Driver" recibió críticas mayoritariamente positivas. Louis Peitzman, de Vulture, le dio al episodio una calificación de 3 estrellas sobre 5 y escribió: "Hasta ahora, Resurrección es sólido —y para Dexter, ¡eso no es un hecho!—, pero la historia de la investigación del asesinato de Harrison no puede competir con el regreso más dinámico de su padre. Estoy listo para que los caminos de los dos Morgan se crucen de nuevo para que podamos avanzar".
Shawn Van Horn de Collider le dio al episodio una calificación de 7 sobre 10 y escribió: "Dexter piensa que el suyo es un camino que solo se puede recorrer solo, pero aún así, podría haber lugar para conocer personas como él. Matthew Wilkinson de Game Rant escribió: "Es otra historia apasionante que se desarrolla a lo largo de esta serie, que presenta tres tramas clave que se vinculan con Dexter de alguna manera, lo que garantiza que cada episodio de Dexter: Resurrección se mueva entre ellas y mantenga un ritmo rápido". Mads Misasi de Telltale TV le dio al episodio una calificación de 4 de 5 estrellas y escribió: "Ya podría argumentar que tener incluso estos breves vistazos de los movimientos de Angel hace que el flujo del episodio se estanque un poco. Quién sabe, tal vez su conexión con la historia se fortalezca en el próximo episodio una vez que esté en Nueva York, pero no me hago ilusiones".
Greg MacArthur de Screen Rant escribió: "El episodio 3 de Dexter: Resurrección avanza eficazmente las diversas subtramas de formas fascinantes y sorprendentes. Cada nueva entrega de Resurrection hasta ahora continúa justificando el renacimiento moderno de la franquicia no solo con buena, sino con una calidad y un esfuerzo sobresalientes". Carissa Pavlica, de TV Fanatic, le dio al episodio una calificación de 4.25 estrellas sobre 5 y escribió: "Después de tres episodios, Dexter: Resurrección está arrasando. Es ridículo, elegante y muy consciente de lo que es. Eso es lo que lo hace divertido".